# Αのめぐみ

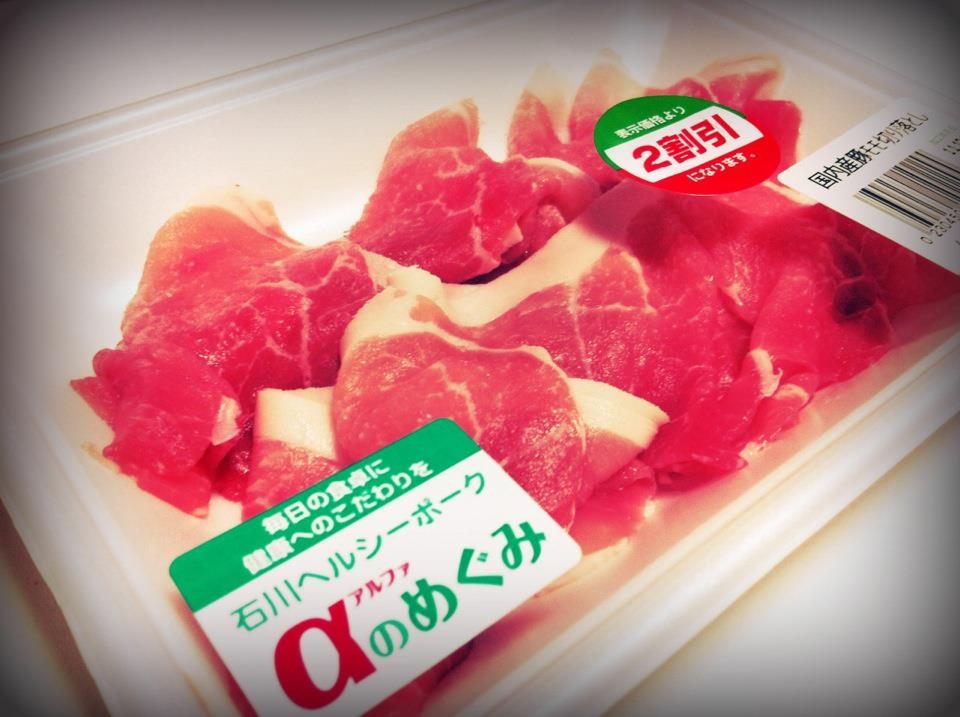
市販される「αのめぐみ」のパック

αのめぐみ（アルファのめぐみ）は石川県の産学官が共同開発したブランド豚の名称。
石川県農林総合研究センター畜産試験場と北陸学院及び日清オイリオグループが共同開発した専用飼料を、生後120日齢から出荷までの約6週間給与して生産された豚肉。

## 定義
石川県ホームページに記載されている定義によれば、「αのめぐみ」は以下のようになる。
- 出荷までの肥育後期約6週間、専用飼料を給与していること。
- 生産地が石川県内であること。
- 石川県金沢食肉流通センターでと畜・解体処理されていること。
- 日本食肉格付協会の定める豚枝肉格付規格に基づく格付成績が「中」以上であること。
- 衛生的な環境のもとで生産された健康で安全な豚肉であること。
- α-リノレン酸の含有率が通常飼育された豚肉に比べ数倍高いこと。

## その他
- 平成24年度現在、購入できる店舗は石川県内のＡコープである。
- αのめぐみの名称は公募によって決定され、平成20年1月に商標登録がされている[2]。